# Jiangning
Jiangning léase Chiáng-Ning (en chino simplificado, 江宁区; pinyin, Jiāngníng qū) es un distrito urbano bajo la administración directa de la Subprovincia de Nankín. Se ubica en la provincia de Jiangsu, este de la República Popular China. Su área es de 1563 km² y su población total para 2012 fue más de 1,1 millones habitantes.

## Administración
El distrito de Jiangning se divide en 10 Subdistritos:
- Dōngshān
- Mòlíng
- Tāngshān
- Chún huà
- Lùkǒu
- Jiāngníng
- Gǔlǐ
- Húshú
- Héngxī
- Qílín